# Castlevania: The Arcade
Castlevania: The Arcade (悪魔 城 ドラキュラ The ARCADE, Akumajō Dorakyura The Arcade, lit. Demon Castle Dracula The Arcade) es un videojuego de la franquicia Castlevania, desarrollado y publicado por Konami para el arcade. El juego fue anunciado por primera vez el 23 de julio de 2008, y fue lanzado en Japón el 2 de octubre de 2009.

## Jugabilidad
El modo de juego es con una pistola de luz de tiradores, similar a The House of the Dead.  Los jugadores podrán utilizar un látigo especial LED a distancia. El mando a distancia tiene dos botones. Un botón de pulgar arriba es usado para activar el látigo, lo que lleva a los jugadores a dirigir el control remoto hacia la pantalla y hacer daños a los enemigos. Un botón abajo para el dedo índice se utiliza para activar las armas secundarias, como cuchillos o cruces. Las subarmas o armas secundarias pueden ser usadas mediante la recopilación de corazones (hasta 25) esparcidos en cada fase en forma de velas destructibles y cajas de madera.
Hasta dos jugadores pueden jugar el juego a la vez. Los personajes del juego incluyen al Cazador de Vampiros, la Señora Gunner y una brujita.

## Audio
El soundtrack de Castlevania: The Arcade fue lanzado oficialmente como Akumajou Dracula Best Music Collections BOX, en una caja de 18 CD de música con el conjunto de la banda sonora de la mayoría de los títulos de Castlevania. La música del juego en cuestión apareció en el disco 17.